# Naomi Soazo
Naomi Alejandra Soazo Boccardo (19 de diciembre de 1988) es una deportista venezolana que compitió en judo adaptado, especialista en las categorías de –63 kg y –70 kg.

## Trayectoria
Ingresó a las filas de la selección venezolana de judo y su primera participación representando a su país fue en el Campeonato Mundial de Francia en 2006, donde alcanzó el séptimo lugar. Su primera participación en unos Juegos Paralímpicos fue precisamente en Pekín 2008 donde ganó la medalla de oro, mientras que cuatro años después en los Juegos Paralímpicos de Londres 2012 quedó eliminada en la repesca, obteniendo diploma al finalizar en quinto lugar. En los Juegos de Río 2016 consiguió la medalla de bronce.

### Palmarés internacional
| Juegos Paralímpicos | Juegos Paralímpicos     | Juegos Paralímpicos | Juegos Paralímpicos |
| Año                 | Lugar                   | Medalla             | Categoría           |
| ------------------- | ----------------------- | ------------------- | ------------------- |
| 2008                | Pekín (China)           | Medalla de oro      | –63 kg              |
| 2016                | Río de Janeiro (Brasil) | Medalla de bronce   | –70 kg              |